# Kanton Sellières
Sellières is een voormalig kanton van het Franse departement Jura. Het kanton maakte deel uit van het arrondissement Lons-le-Saunier.

## Geschiedenis
Op 22 maart 2015 werd het kanton opgeheven bij toepassing van het decreet van 17 februari 2014 en werden de gemeenten opgenomen in het kanton Bletterans.

## Gemeenten
Het kanton Sellières omvatte de volgende gemeenten:
- Bréry
- La Charme
- Darbonnay
- Lombard
- Mantry
- Monay
- Passenans
- Saint-Lamain
- Saint-Lothain
- Sellières (hoofdplaats)
- Toulouse-le-Château
- Vers-sous-Sellières
- Villerserine